# 欧洲同性恋体育联合会
欧洲同性恋体育联合会（英語：European Gay and Lesbian Sport Federation，简称为EGLSF），是在欧洲的一个面向同性恋者的体育运动组织。它是在1989年受到在旧金山举办的第一届同志运动会的启发而由西德和荷兰的一些LGBT体育俱乐部创办的。它的总部位于荷兰阿姆斯特丹。至今它有覆盖整个欧洲的上百个LGBT体育俱乐部成员，代表着超过两万欧洲运动员。

## 目标
除了为同志运动员举办运动会之外，欧洲同性恋体育联合会积极推动以下目标：
- 反对在运动中对不同性取向的歧视
- 解除同志的束缚并在运动中融合同志
- 支持同志运动员出柜并创造条件
- 支持创立新的同志、异性恋及混合运动队

## 欧洲同志运动会
自从1992年起联合会在同志运动会（Gay Games）和世界同志运动会（World OutGames）举行年份之外年份举办欧洲同志运动会（Gay Games）。这是2015年之前在欧洲为所有性别认同和性取向运动员举办的最大的综合运动会。欧洲同志运动会分两种规模。大型欧洲同志运动会每四年举办一次，中间举办小型的欧洲同志运动会。小型欧洲同志运动会规定参赛运动员不能超过3千人，以便让小规模的体育俱乐部有能力来申请并举办运动会。